# Singulärt mått
Ett singulärt mått är ett begrepp inom matematisk måtteori. Ett mått är singulärt med avseende på ett annat mått om det finns en mängd som är nollmängd med avseende på det första måttet och vars komplement är nollmängd med avseende på det andra måttet.

## Formell definition
Låt {\displaystyle (X,{\mathcal {F}})} vara ett mätbart rum och låt {\displaystyle \mu :{\mathcal {F}}\rightarrow [0,\infty ]\,} och {\displaystyle \nu :{\mathcal {F}}\rightarrow [0,\infty ]\,} vara mått.
Måttet {\displaystyle \mu \,} är singulärt med avseende på måttet {\displaystyle \nu \,} om det finns {\displaystyle S\in {\mathcal {F}}} så att
{\displaystyle \mu (S)=0=\nu (X\setminus S)},
dvs S är en {\displaystyle \mu \,}-nollmängd och X \ S är en {\displaystyle \nu \,}-nollmängd.
Om {\displaystyle \mu \,} är singulärt med avseende på {\displaystyle \nu \,} skriver man
{\displaystyle \mu \perp \nu }.
Operatorn {\displaystyle \perp } är kommutativ: 
{\displaystyle \mu \perp \nu =\nu \perp \mu }.

## Exempel
Lebesguemåttet är singulärt med avseende på Diracmåttet. Låt {\displaystyle \delta _{x}\,} vara Diracmåttet i punkten {\displaystyle x\in \mathbb {R} ^{n}}. Eftersom {\displaystyle \{x\}\,} är en sluten mängd, är det en Borelmängd och därför en Lebesguemätbara mängd. Å andra sidan
{\displaystyle {\mathcal {L}}_{n}(\{x\})=0=\delta _{x}(\mathbb {R} ^{n}\setminus \{x\})},
dvs {x} är en {\displaystyle {\mathcal {L}}_{n}\,}-nollmängd och Rn\{x} är en {\displaystyle \delta _{x}\,}-nollmängd. Så att 
{\displaystyle {\mathcal {L}}_{n}\perp \delta _{x}}
för alla {\displaystyle x\in \mathbb {R} ^{n}}.

## Tillämpningar
- Man kan dela upp alla sigma-ändligt mått till singulära och absolutkontinuerliga bitar med Lebesgues uppdelningsats.